# Petulia
Petulia är en amerikansk-brittisk romantikfilm från 1968 i regi av Richard Lester.
Filmen bygger på John Haases roman Me and the Arch Kook Petulia.

## Handling
Petulia och Archie, bägge gifta på varsitt håll, träffas på en fest och inleder en affär.

## Rollista i urval
- Julie Christie - Petulia Danner
- George C. Scott - dr Archie Bollen
- Richard Chamberlain - David Danner
- Arthur Hill - Barney
- Shirley Knight - Polo
- Joseph Cotten - mr Danner
- Richard Dysart - motellreceptionisten
- Howard Hesseman -  (ej krediterad)
- René Auberjonois -  (ej krediterad)